# گودولگه (کاهتا)
گودولگه (به ترکی استانبولی: Güdülge) یک منطقهٔ مسکونی کردنشین در ترکیه است که در کاهتا واقع شده‌است.